# Battus polydamas
The Gold Rim Swallowtail hoặc Polydamas Swallowtail (Battus polydamas) là một loài bướm thuộc họ Papilionidae. Loài này lần đầu tiên được mô tả bởi Carl Linnaeus trong ấn bản thứ 10 của Systema Naturae, được xuất bản năm 1758. Loài này có ở vùng sinh thái tân nhiệt đới Nam Mỹ, miền đông nam Hoa Kỳ và Mexico.

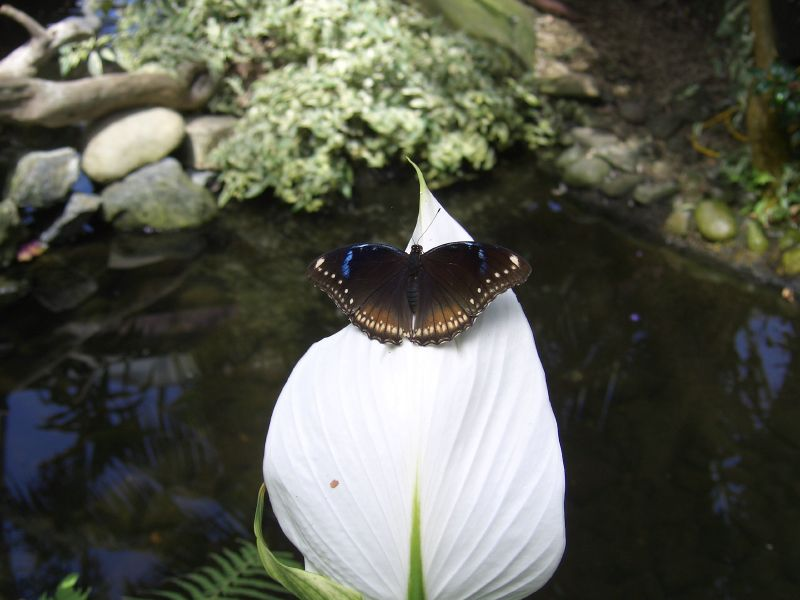

Sải cánh dài 90–120 mm không tính đuôi. Ấu trùng ăn các loài Aristolochia.

## Phân loài
Loài này có các phân loài sau:

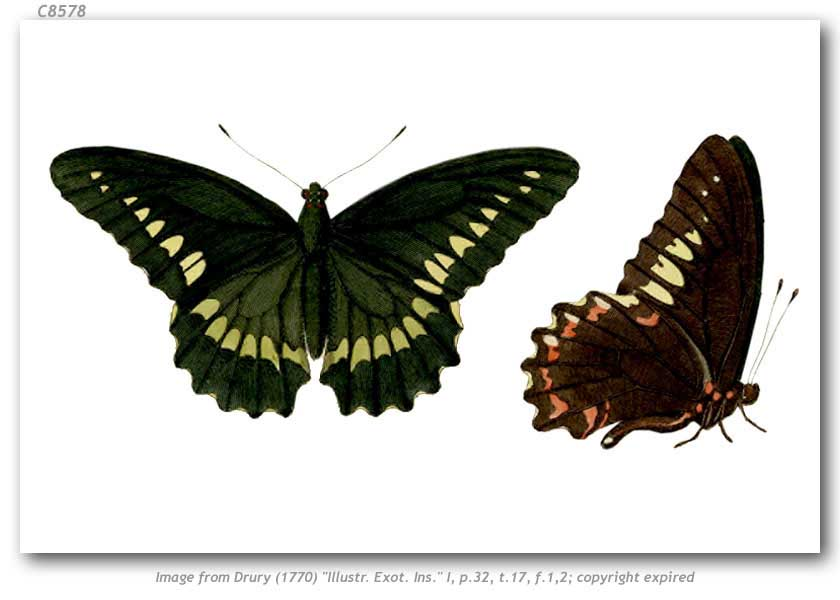
B. p. antiquus (tuyệt chủng)

- †B. p. antiquus (Rothschild & Jordan, 1906) – Antigua
- B. p. atahualpa Racheli & Pischedda, 1987 – Peru
- B. p. cebriones (Dalman, 1823)
- B. p. christopheranus (Hall, 1936)
- B. p. cubensis (Dufrane, 1946) – Cuba
- B. p. dominicus (Rothschild & Jordan, 1906) – Dominica
- B. p. grenadensis (Hall, 1930)

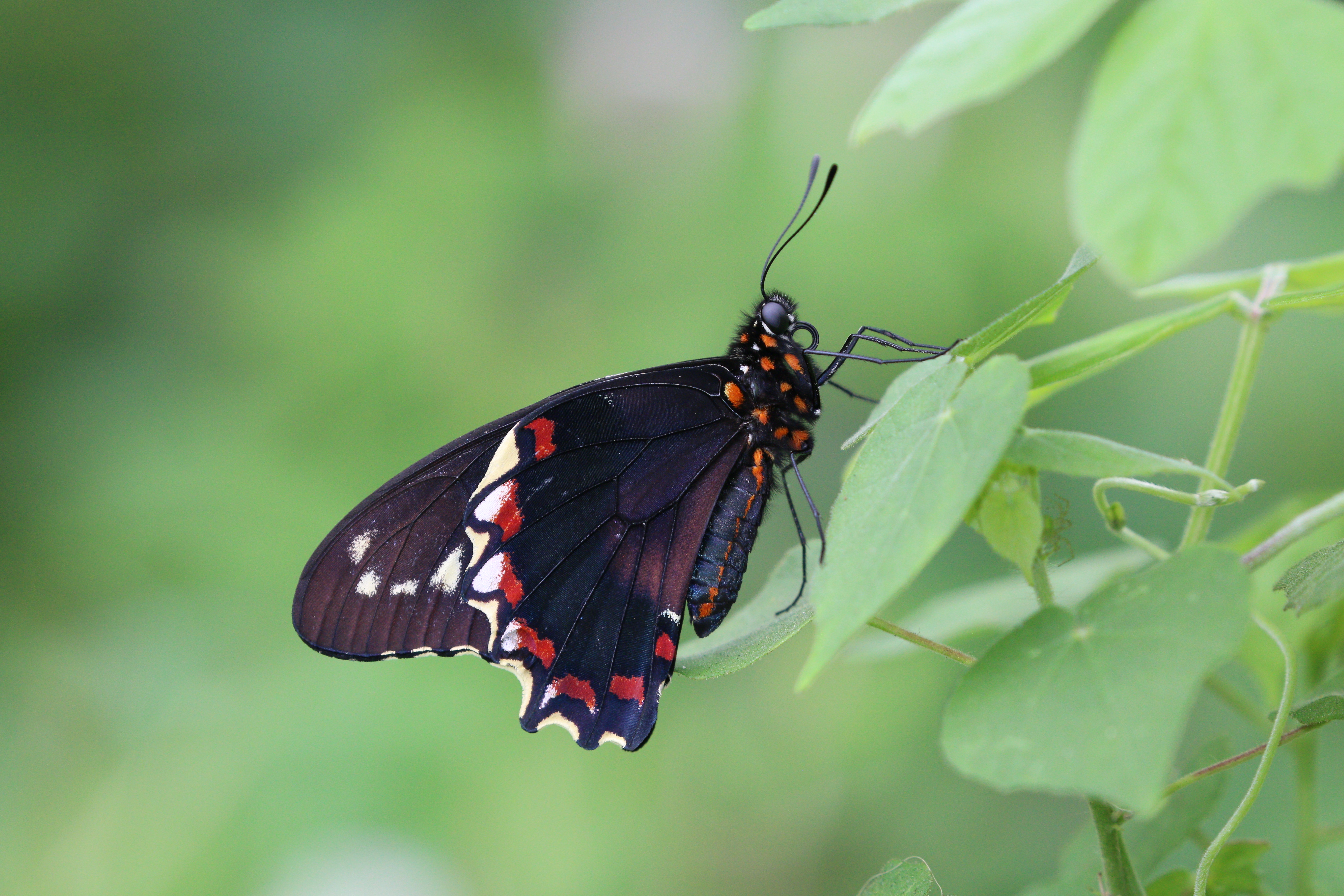
B. p. jamaicensis, Jamaica

- B. p. jamaicensis (Rothschild & Jordan, 1906) – Jamaica
- B. p. lucayus (Rothschild & Jordan, 1906) – Bahamas
- B. p. lucianus (Rothschild & Jordan, 1906) – St. Lucia
- B. p. neodamas (Lucas, 1852) – Guadeloupe
- B. p. peruanus (Fuchs, 1954) – Peru
- B. p. polycrates (Hopffer, 1865) – Haïti, Cộng hòa Dominica

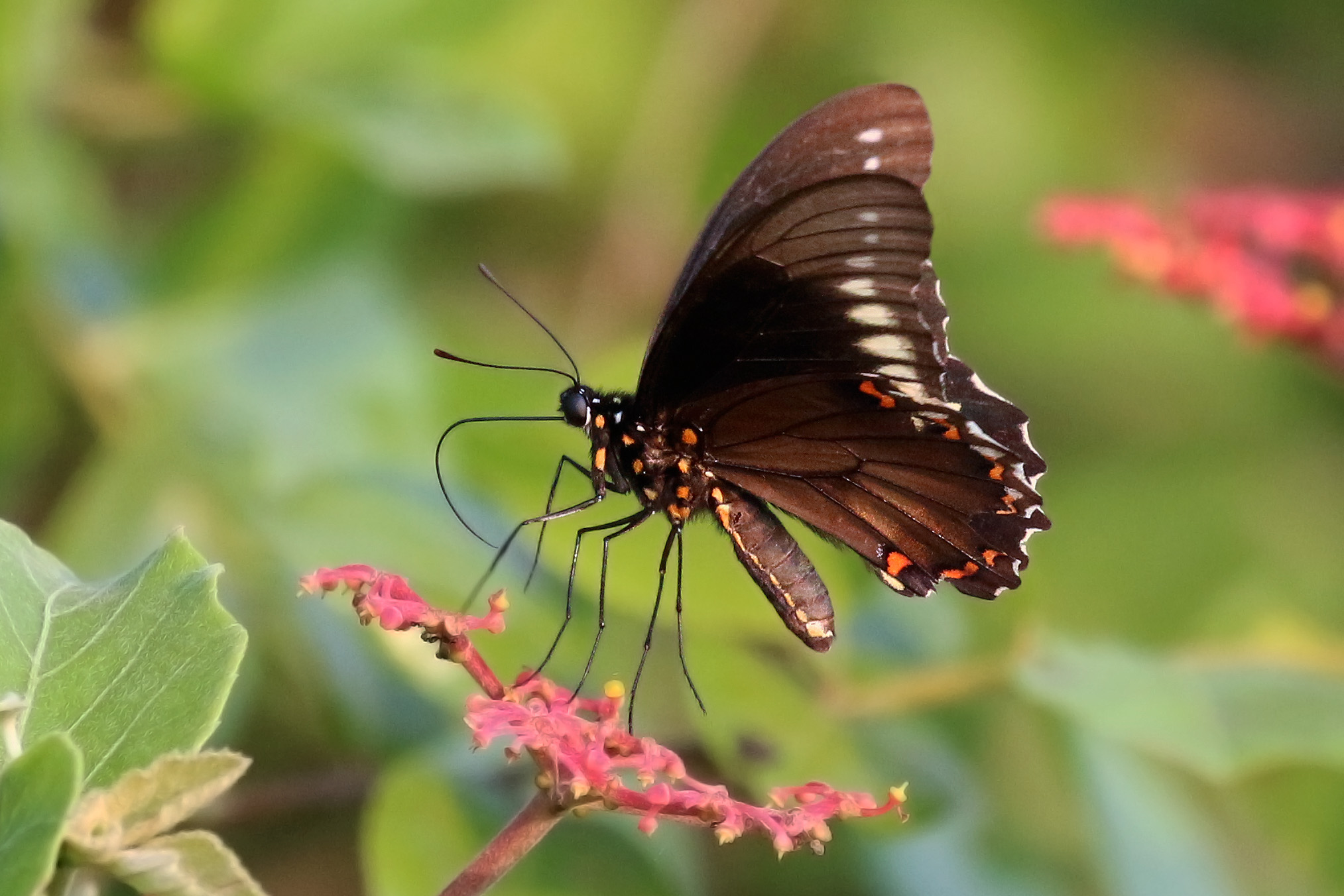
B. p. polydamas, Nam Amazon, Brazil

- B. p. polydamas (Linnaeus, 1758) – Nam Mỹ nhiệt đới
- B. p. psittacus (Molina, 1782) – Argentina
- B. p. renani Lamas, 1998 – Peru
- B. p. streckerianus (Honrath, 1884) – Peru
- B. p. thyamus (Rothschild & Jordan, 1906) – Puerto Rico, quần đảo Virgin
- B. p. vincentius (Rothschild & Jordan, 1906)
- B. p. xenodamas (Hübner, 1825) – Martinique[2]
- B. p. weyrauchi Lamas, 1998 – Peru[1]

## Hình ảnh

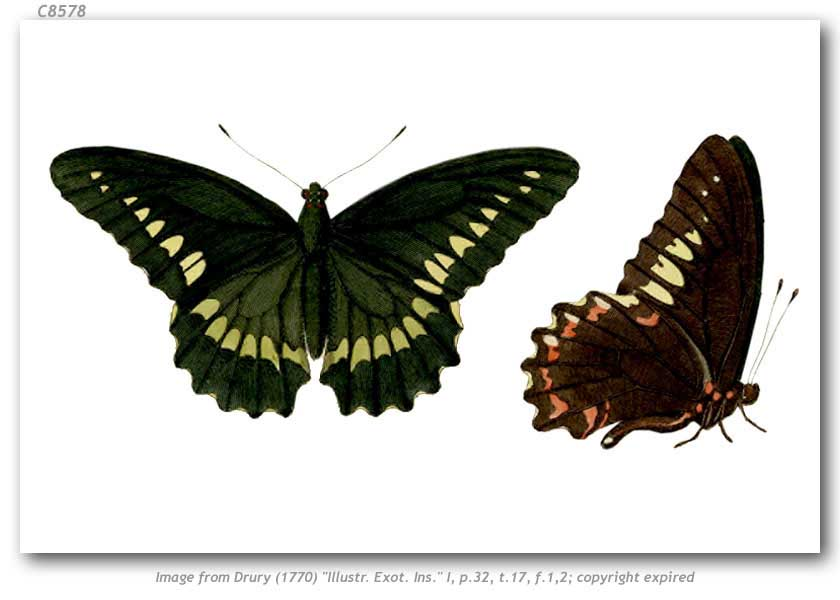
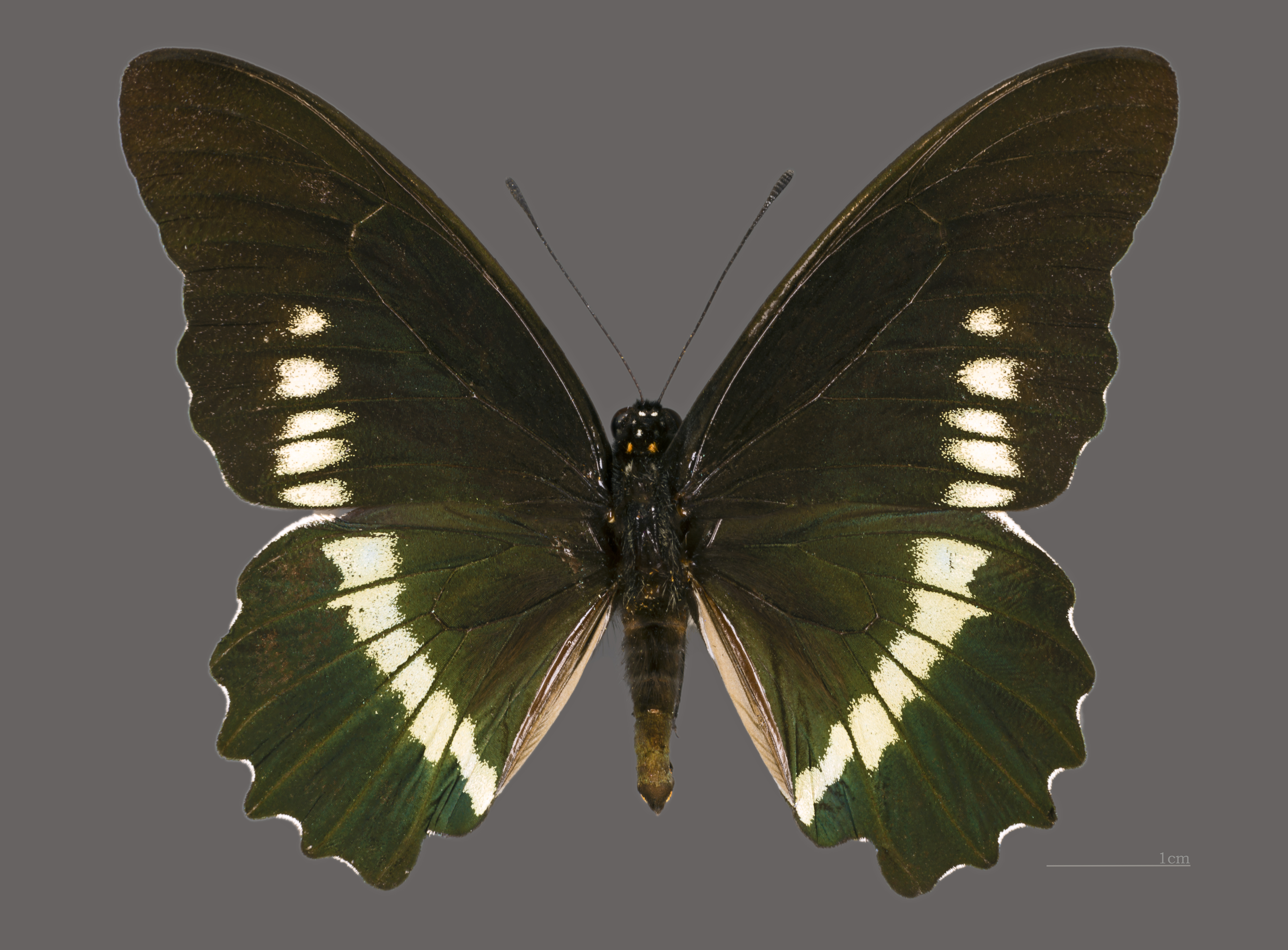
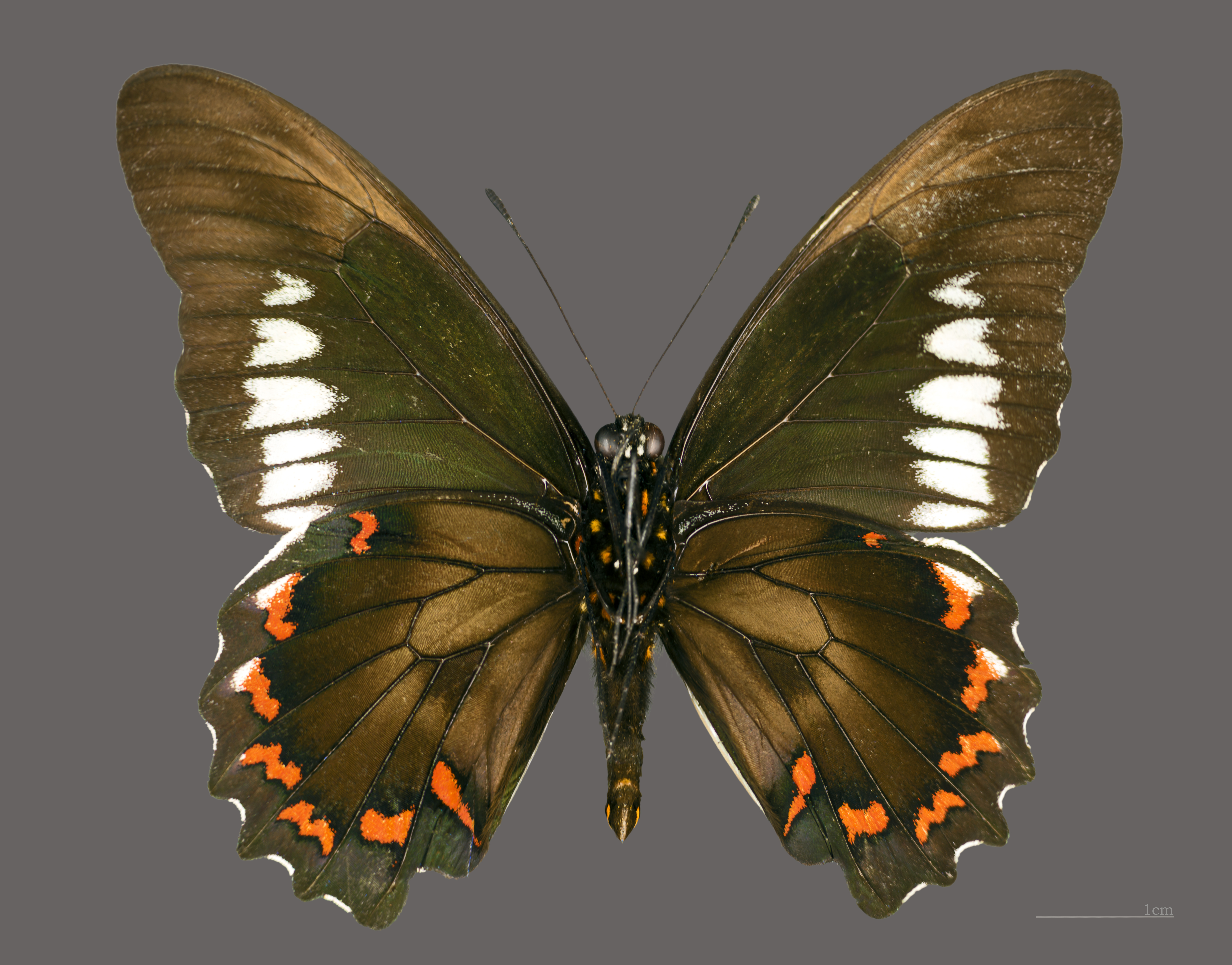
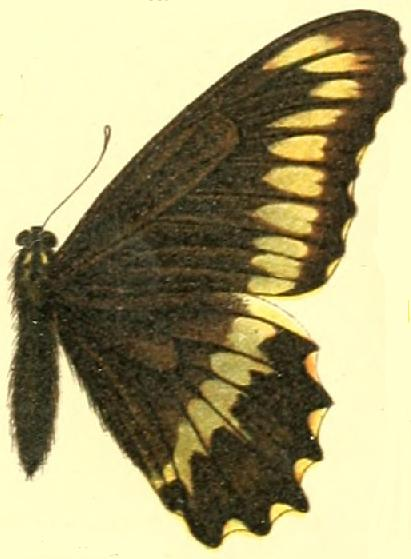